# Ascobolus
Ascobolus es un género de hongos en la familia Ascobolaceae. El género posee una distribución amplia, y se estima contiene 61 especies, muchas de ellas son coprofilas. El género fue circunscripto por Christian Hendrik Persoon en 1796.

## Especies
Entre las especies incluidas en este género se cuentan:
- Ascobolus albidus
- Ascobolus americanus
- Ascobolus asininus
- Ascobolus barbatus
- Ascobolus behnitziensis
- Ascobolus bistisii
- Ascobolus brassicae
- Ascobolus brunneus
- Ascobolus calesco
- Ascobolus carbonarius
- Ascobolus carletonii
- Ascobolus cervinus
- Ascobolus ciliatus
- Ascobolus crenulatus
- Ascobolus crosslandii
- Ascobolus dadei
- Ascobolus degluptus
- Ascobolus denudatus
- Ascobolus egyptiacus
- Ascobolus elegans
- Ascobolus epimyces
- Ascobolus equinus
- Ascobolus foliicola
- Ascobolus geophilus
- Ascobolus hansenii
- Ascobolus hawaiiensis
- Ascobolus immersus
- Ascobolus leveillei
- Ascobolus lignatilis
- Ascobolus lineolatus
- Ascobolus macrosporus
- Ascobolus mancus
- Ascobolus masseei
- Ascobolus michaudii
- Ascobolus minutus
- Ascobolus perplexans
- Ascobolus pezizoides
- Ascobolus purpurascens
- Ascobolus rhytidosporus
- Ascobolus roseopurpurascens
- Ascobolus sacchariferus
- Ascobolus stercorarius
- Ascobolus stictoideus
- Ascobolus viridis
- Ascobolus winteri